# Francisco Maria Sodré Pereira
Francisco Maria Sodré Pereira (Santo Amaro da Purificação, 16 de janeiro de 1839 — Salvador, 16 de maio de 1903) foi um político brasileiro.
Foi presidente da província de Pernambuco, nomeado por carta imperial de 29 de outubro de 1882, de 17 de novembro de 1882 a 25 de abril de 1883.